# Свето Семейство от Назарет (Хисаря)
„Светото семейство от Назарет“ е християнска църква в Хисаря, България, част от Софийско-пловдивската епархия на Римокатолическата църква. Църквата е филиален храм на енорията „Свети Петър и Павел“ в Хисаря.

## История на католическата общност
Католическата общност в Хисаря е сравнително млада и наброява около 150-200 души. С урбанизацията на България през 50-60-те години на XX век, в Хисаря се заселват католици от съседните села Калояново, Дуванлии, Житница, както и такива от квартал Миромир.

## История на храма
Основният камък на църквата е осветен на 1 май 2004 г. от Софийско-Пловдивския епископ Георги Йовчев. Църквата е издържана в модерен стил в съчетание със стилове от миналото. Храмът е осветен на 23 октомври 2005 г. от апостолическия нунции архиепископ Джузепе Леанца в съслужение с епископ Георги Йовчев, aпостолическият екзарх Христо Пройков, свещенослужители от цялата страна и сестри от различни конгрегации.
Храмов празник – първата неделя след Рождество Христово.